# L'Avenir (journal montréalais)
Pour les articles homonymes, voir L'Avenir.
L'Avenir est un journal montréalais fondé en 1847 par Jean-Baptiste-Éric Dorion et George Batchelor, deux membres de l'Institut canadien de Montréal. D'abord appelé Le Sauvage à son lancement le 24 juin 1847, la publication prend le nom de L'Avenir dès le 16 juillet 1847, après deux numéros. Créée dans la décennie qui suit la Rébellion des Patriotes et l'Acte d'Union, la publication défend des idées révolutionnaires dans le sillon de celles de Louis-Joseph Papineau. Influencé par des auteurs comme Félicité Robert de Lamennais, lequel avait fondé un journal du même nom, on y adhère aux idéaux du libéralisme français. Plutôt que d'être l'organe d'un parti politique, le journal conserve son indépendance en adaptant la formule des Penny Press américains. Il cesse d'être publié en 1852.
Les textes de cette publication, bien qu'ils soient anonymes, proviennent d'auteurs aujourd'hui connus. On note principalement Jean-Baptiste-Éric Dorion, cofondateur du journal, Louis-Antoine Dessaulles, et Joseph Doutre, ainsi que d'autres personnages historiques familiers comme Charles Laberge, Rodolphe Laflamme, Louis Labrèche-Viger, et Charles Daoust.

## Postérité
La municipalité de L'Avenir doit son nom au journal. C'est sur la demande de Jean-Baptiste-Éric Dorion que le nom L'Avenirville a été attribué au bureau de poste en 1853, quand il s'est établi dans la région. Le toponyme a été repris lors de la constitution de la municipalité en 1862.